# 사가에정
사가에정 (寒河江町)은 야마가타현 니시무라야마군에 있던 정이다.

## 연혁
- 1889년 4월 1일 - 정촌제 시행에 수반해 니시무라야마군 3촌이 합병해 사가에촌이 성립하였다.
- 1893년 1월 7일 - 정으로 승격해 사가에정이 되었다.
- 1954년 8월 1일 - 니시네 촌, 시바하시 촌, 다카마쓰 촌, 다이고 촌과 합병, 시로 승격해 사가에시가 되어 소멸하였다.

## 참고문헌
- 『市町村名変遷辞典』東京堂出版、1990年。